# Mitsubishi Motors
Мицубиши моторс (јап. Mitsubishi Jidōsha Kōgyō, енгл. Mitsubishi Motors) је јапански произвођач аутомобила са седиштем у Токију. Мицубиши је 2012. године био деветнаести произвођач аутомобила у свету, а шести у Јапану иза Тојоте, Нисана, Хонде, Сузукија и Мазде са преко 1,1 милиона произведених возила.
Мицубиши моторс је део Mitsubishi Keiretsu, некада највеће индустријске групе у Јапану и формирана је 1970. године из аутомобилског дела Мицубиши тешке индустрије (Mitsubishi Heavy Industries). У преводу Mitsubishi значи три дијаманта.

## Историја

### Период од оснивања до 1970.
Мицубишијев први аутомобил Модел А, иначе копија италијанског Фијата Типо 3, појавио се 1917. године и био је први јапански аутомобил који је ушао у масовну производњу. Међутим, у то време, група људи која је могла да приушти аутомобил је више имала поверења у неке друге брендове, тако да овај модел није постигао успех. Наредни модел који је Мицубиши произвео био је PX33 из 1934. године. Био је то луксузни модел са 4x4 погоном. За четири године направљена су два прототипа и 20 јединица које су биле намењене продаји.
За време Другог светског рата Мицубиши је као и остали у јапанског индустрији, производио за војску. Прозводио је војне авионе, укључујући и Зеро, који је учествовао у нападу на Перл Харбор. Касније у рату, овај авион је коришћен и у нападима камиказа.
Након Другог светског рата компанија улази у производњу аутомобила, производећи модел Мизушима и скутер са именом Сребрни голуб. Онда је дошло до расцепа бившег конгломерата, јер савезници нису видели јапанску индустрију као профитабилну.
Шездесетих година 20. века Мицубиши је постао успешан захваљујући производњи малог Мицубишија 500, који се продавао веома добро. Расту продаје су допринели и модели миника (1962) и колт 1000 (1963). 1964. године Мицубиши представља свој највећи путнички седан Debonair, луксузни аутомобил намењен за јапанско тржиште. Велики успех на тржишту остварио је модел галант, који се почео производити 1969. године.

### Доба Мицубиши моторса
Како је продаја расла, остаци Мицубиши конгломерата су се поново ујединили 1970. године и тако настаје Мицубиши моторс. Председник компаније постаје Томио Кубо, који је имао жељу да повећа извоз успостављајући односе са другим страним произвођачима. 1971. године амерички Крајслер купује 15% деоница Мицубиши моторса. Након тога модел галант се, уз одређене измене, продавао у САД као Доџ колт (Dodge Colt). Компанија се такође пробила и на тржиште Европе. Успех Мицубишија се огледа у томе да је 1971. године производња износила око 250.000, а 1978. године око милион јединица.
Осамдесетих година 20. века Крајслер улази у финансијске проблеме и продаје свој део Мицубишија аустралијској филијали, која преимењује назив у Mitsubishi Motors Australia Ltd And Japan, након чега Мицубиши постаје највећи произвођач аутомобила у Аустралији. 1982. године Мицубиши улази на америчко тржиште са моделима Tredia седан, Cordia и Starion купе. До краја осамдесетих, Мицубиши је остварио производњу од 1,5 милиона возила широм света.
Године 1982. појављује се Мицубиши паџеро, креиран више као рекреативно возило, а не само као СУВ. Долази као алтернатива јапанским Тојота ланд крузеру и Нисан патролу. Први пут је 1983. године учествовао на Дакар релију. Захваљујући паџеру, Мицубиши је најуспешнији произвођач аутомобила који учествује на Дакар релију. У мото тркама Мицубиши се појавио још шездесетих година 20. века.
Средином осамдесетих година Мицубиши моторс заједно са Крајслером оснива фабрику у Илиноису под називом Diamond-Star Motors. Трошкови су дељени једнако између компанија. Ова фабрика је производила Mitsubishi Eclipse, Eagle Talon и Plymouth Laser. 1988. године акције Мицубиши моторса постају слободне за трговање на берзи.
Године 1990. Мицубиши је представио популарни 3000 ГТ и један је од првих јапанских аутомобила који је користио аеродинамичку технологију. У САД се продавао као Доџ стелт (енгл. Dodge Stealth), а у Јапану као Мицубиши ГТО. Био је опремљен all-wheel-steering системом који омогућава управљањем задњим точковима, затим електронским ваздушним ослањањем и твин-турбо мотором. Исте године Мицубиши је лансирао модел еклипс у САД, који је поседовао турбопуњач и погон на сва четири точка. Годину дана касније 3000 ГТ је освоио Import Car of the Year, награду која се додељује увезеним аутомобилима на америчко тржиште. Бројне технолошке иновације су направљене у новим Мицубишијевим аутомобилима, као што су погон на свим точковима и АБС систем.
Крајем деведесетих година Мицубиши моторс развија електрични аутомобил. Од 2009. године у сарадњи са Пежо-Ситроеном производи електрично возило i-MiEV. Са Нисаном од 2011. године оснива заједничко предузеће за производњу електричних мини-аутомобила. Аутомобили Мицубиши еК, односно Нисан оти и Dayz, су базирани на заједнички развијеној платформи kei, тип аутомобила који је веома популаран у Јапану.
Мицубиши моторс има преко 30.700 запослених широм света и своје аутомобиле продаје у скоро 160 земаља. Има више од 11 пословних партнера из света ауто-индустрије са којима заједно учествује у производњи возила.
Због губитака од 287 милиона долара, Мицубиши се 2012. године повукао из Европе. Од 1. октобра 2012. холандски индустријски конгломерат VDL Groep преузео је Nedcar од Мицубишија задржавши свих 1.500 запослених. Мицубиши је 2015. године такође најавио да напушта производњу у САД због пада продаје возила. Међутим, активно ће улагати на тржишту Азије кроз изградњу производних постројења на Тајланду и Филипинима.

## Модели

### Садашњи модели
- Мицубиши еК
- Мицубиши i-MiEV
- Мицубиши делика
- Мицубиши мираж
- Мицубиши лансер
- Мицубиши лансер еволушн
- Мицубиши ASX
- Мицубиши аутлендер
- Мицубиши Л200
- Мицубиши паџеро
- Мицубиши челенџер

### Некадашњи модели
Модели пре Мицубиши моторса:
- Мицубиши модел А
- Mitsubishi Silver Pigeon (Сребрни голуб)
- Мицубиши 500
- Мицубиши колт 600
- Мицубиши колт 800
- Мицубиши колт 1000
- Мицубиши мизушима

Модели Мицубиши моторса:
непотпун попис модела
- Мицубиши 380
- Мицубиши 3000 ГТ
- Мицубиши еклипс
- Мицубиши колт
- Мицубиши галант
- Мицубиши каризма
- Мицубиши кордија
- Мицубиши магна
- Мицубиши миника
- Mitsubishi Debonair

## Галерија
- Mitsubishi i-MiEV (електрично возило)
- Mitsubishi Lancer (седан)
- Mitsubishi ASX
- Mitsubishi Outlander
- Mitsubishi L200/Triton
- Mitsubishi Pajero
- Mitsubishi Pajero Sport II/Challenger